# Jules Patenôtre
Pour les articles homonymes, voir Patenôtre.
Jules Patenôtre, né le 20 avril 1845 à Baye et mort le 26 décembre 1925 à Menton, est un diplomate français.

## Biographie
Formé à l’École normale supérieure, Jules Patenôtre enseigne pendant quelques années au lycée d’Alger avant d’entrer dans la carrière diplomatique en 1871. De 1873 à 1876, il sert dans le nord de la Perse. Il est ministre plénipotentiaire à Stockholm en 1880. 
En 1884, il est envoyé en Chine pour régulariser la situation en Annam (actuel Viêt Nam). Il négocie les conditions du protectorat français avec le roi d’Annam à Hué puis se rend à Shanghai pour négocier avec la Chine au sujet de l’évacuation du Tonkin par les troupes chinoises. La négociation échoua et les hostilités reprirent en août entre la France et la Chine. L’année suivante, Jules Patenôtre signa, le 9 juin, avec Li Hung Chang à Tianjin, le traité de Hué reconnaissant définitivement le protectorat français sur l'Annam et le Tonkin.
Envoyé extraordinaire et ministre plénipotentiaire au Maroc de 1888 à 1890, il fut envoyé à Washington aux États-Unis en 1890, où il fut le premier représentant français à porter le titre d’ambassadeur en 1893. Restant à ce poste jusqu’en 1897, il épousa aux États-Unis en 1894 une riche héritière américaine, Eleanor Elverson, sœur du colonel James Elverson, propriétaire du premier quotidien de Pennsylvanie, le Philadelphia Inquirer. Elle lui donne deux enfants : Yvonne (1896-1981), qui épousera le diplomate Boniface de Castellane et Raymond (1900-1951), futur ministre.
Il fut ensuite ambassadeur de France en Espagne de 1897 à 1902.
Jean-Joseph Benjamin-Constant a peint le portrait de Jules Patenôtre. Pierre Loti a évoqué son ambassade au Maroc dans Au Maroc en 1890.
Il fut élevé à la dignité de Grand Officier de la Légion d'honneur.
*Notes et références
1. ↑  https://archivesdiplomatiques.diplomatie.gouv.fr/ark:/14366/nqtr5blp73m9